# مقاطعة ميتشل (كانساس)
مقاطعة ميتشل (بالإنجليزية: Mitchell County)‏ هي إحدى المقاطعات في ولاية كانساس، الولايات المتحدة الأمريكية.